# Émilien Claude
Pour les articles homonymes, voir Claude.
Émilien Claude, né le 13 juin 1999 à Épinal, est un biathlète français.

## Biographie
Ses frères Fabien et Florent sont aussi des biathlètes de haut niveau.
Il commence le biathlon en 2010.
Sa première sélection en équipe de France a lieu en 2016 pour les Jeux olympiques de la jeunesse à Lillehammer, où il remporte la médaille d'or sur l'épreuve du sprint. Il dispute aussi les Championnats du monde des moins de 19 ans (jeune), où son meilleur résultat est huitième sur la poursuite. Dès l'hiver suivant, il agrémente son palmarès international, devenant double champion jeune à Osrblie en sprint et poursuite.
Lors de la saison 2017-2018, il est victorieux sur deux manches de la Coupe du monde junior à Obertilliach et Nové Město, puis obtient la médaille de bronze sur le relais des Championnats du monde junior à Otepää. En fin d'année 2018, il est promu en équipe de France sénior, faisant ses débuts dans l'IBU Cup à Racines.
À Raubichi, aux Championnats d'Europe 2020, il se place quatrième du super sprint, puis sur l'IBU Cup, il monte sur son premier podium en terminant troisième du sprint. Il termine sa saison par deux nouvelles quatrièmes places sur les Championnats d'Europe junior.
En janvier 2021, il est appelé pour la première fois dans le groupe pour la Coupe du monde à Oberhof, où il marque directement des points avec sa 33e place sur le sprint. Aux Championnats d'Europe 2021, il gagne la médaille d'argent sur le relais simple mixte avec Caroline Colombo.
En octobre 2021, il est titré champion de France de sprint en ski-roues. Il devance Quentin Fillon-Maillet et Rémi Broutier.
Il remporte sa première course sur le circuit de l'IBU Cup en janvier 2022, dans des conditions difficiles, sur le sprint de Brezno, devant le Norvégien Sindre Pettersen et le Russe Petr Pashchenko. En fin de saison, il est invité à participer à la dernière étape de la Coupe du monde à Oslo.
Les deux saisons suivantes, il est titularisé pour débuter en Coupe du monde mais perd sa place au cours de l'hiver en raison de résultats insuffisants. En 2022-2023, il est ainsi écarté à l'issue de la quatrième étape en janvier à Oberhof et en 2023-2024, il n'est pas conservé à l'issue du premier trimestre en décembre, malgré une dixième place sur l'individuel d'ouverture à Östersund. À chaque fois il termine la saison en IBU Cup et dispute notamment les Championnats d'Europe où son seul bon résultat est une médaille de bronze en relais mixte simple en 2023.
En janvier 2025, à Oberhof, il obtient une première fois son meilleur résultat en Coupe du monde en se classant huitième du sprint qui voit par ailleurs trois Français sur le podium, dont son frère Fabien. Puis la semaine suivante, à Ruhpolding, il signe son premier podium en coupe du monde, se classant second de l'individuel grâce à un sans-faute au tir. Deux jours plus tard, il dispute son premier relais en Coupe du monde et monte à nouveau sur le podium : en effet, après avoir placé l'équipe de France en tête (première manche), il remporte la victoire avec son frère Fabien, Quentin Fillon-Maillet et Émilien Jacquelin.

## Palmarès

### Championnats du monde
| Édition \ Épreuve | Individuel | Sprint | Poursuite | Mass start | Relais                   | Relais mixte | Relais mixte simple |
| ----------------- | ---------- | ------ | --------- | ---------- | ------------------------ | ------------ | ------------------- |
| Lenzerheide 2025  | —          | —      | —         | —          | Médaille d'argent, monde | —            | —                   |

- — : non disputée par Émilien Claude

### Coupe du monde
- Meilleur classement général : 21e en 2025.

- 4 podiums :
  - 1 podium individuel : 1 deuxième place.
  - 3 podiums en relais : 2 victoires et 1 deuxième place.

 Dernière mise à jour le 24 mars 2025.

#### Classements en Coupe du monde
| Saison    | Individuel | Individuel | Individuel | Sprint  | Sprint | Sprint   | Poursuite | Poursuite | Poursuite | Mass start | Mass start | Mass start | Général | Général | Général  |
| Saison    | Courses    | Points     | Position   | Courses | Points | Position | Courses   | Points    | Position  | Courses    | Points     | Position   | Courses | Points  | Position |
| --------- | ---------- | ---------- | ---------- | ------- | ------ | -------- | --------- | --------- | --------- | ---------- | ---------- | ---------- | ------- | ------- | -------- |
| 2020-2021 | 1 / 3      | -          | n.c.       | 4 / 10  | 8      | 76e      | 2 / 8     | 2         | 74e       | 0 / 5      |            |            | 7 / 26  | 10      | 86e      |
| 2021-2022 | 0 / 2      |            |            | 1 / 9   | 14     | 76e      | 1 / 7     | 21        | 58e       | 0 / 4      |            |            | 2 / 22  | 35      | 75e      |
| 2022-2023 | 2 / 3      | 20         | 39e        | 4 / 7   | 23     | 50e      | 3 / 7     | 17        | 58e       | 1 / 4      | 12         | 41e        | 10 / 21 | 72      | 48e      |
| 2023-2024 | 1 / 3      | 31         | 31e        | 3 / 7   | -      | n.c.     | 1 / 7     | 1         | 80e       | 0 / 4      |            |            | 5 / 21  | 32      | 61e      |
| 2024-2025 | 3 / 3      | 107        | 6e         | 7 / 7   | 146    | 19e      | 6 / 6     | 102       | 22e       | 3 / 5      | 32         | 32e        | 19 / 21 | 387     | 21e      |

#### Résultats détaillés en Coupe du monde
| 2020-2021 |        |        |        |        |        |        |        |        |        |        |        |        |        |        |    | .  | .  | .  | .     |        |        |        |        |        |        |    | 86e |
| 2020-2021 | IN     | SP     | SP     | PU     | SP     | PU     | SP     | PU     | MS     | SP 33e | PU 39e | SP 67e | MS     | IN 80e | MS | SP | PU | IN | MS    | SP     | PU     | SP 46e | PU 43e | SP 67e | PU     | MS | 86e |
| 2021-2022 |        |        |        |        |        |        |        |        |        |        |        |        |        |        |    | .  | .  | .  | .     |        |        |        |        |        |        |    | 75e |
| 2021-2022 | IN     | SP     | SP     | PU     | SP     | PU     | SP     | PU     | MS     | SP     | PU     | SP     | PU     | IN     | MS | IN | SP | PU | MS    | SP     | PU     | SP     | MS     | SP 27e | PU 20e | MS | 75e |
| 2022-2023 |        |        |        |        |        |        |        |        |        |        |        |        |        |        | .  | .  | .  | .  |       |        |        |        |        |        |        |    | 48e |
| 2022-2023 | IN 37e | SP 35e | PU 43e | SP 47e | PU 41e | SP 24e | PU 24e | MS 25e | SP 83e | PU     | IN 25e | MS     | SP     | PU     | SP | PU | IN | MS | SP    | PU     | IN     | MS     | SP     | PU     | MS     |    | 48e |
| 2023-2024 |        |        |        |        |        |        |        |        |        |        |        |        |        |        | .  | .  | .  | .  |       |        |        |        |        |        |        |    | 61e |
| 2023-2024 | IN 10e | SP 64e | PU     | SP 56e | PU 40e | SP 68e | PU     | MS     | SP     | PU     | SP     | PU     | IN     | MS     | SP | PU | IN | MS | IN    | MS     | SP     | PU     | SP     | PU     | MS     |    | 61e |
| 2024-2025 |        |        |        |        |        |        |        |        |        |        |        |        |        |        | .  | .  | .  | .  |       |        |        |        |        |        |        |    | 21e |
| 2024-2025 | SI 31e | SP 24e | MS     | SP 45e | PU 40e | SP 37e | PU 33e | MS     | SP 8e  | PU 13e | IN 2e  | MS 19e | SP 24e | PU 20e | SP | PU | IN | MS | SP 8e | PU 20e | SI 19e | MS 28e | SP 9e  | PU 18e | MS 29e |    | 21e |

#### Podium en relais en Coupe du monde
| Podium en relais en Coupe du monde | Podium en relais en Coupe du monde | Podium en relais en Coupe du monde | Podium en relais en Coupe du monde | Podium en relais en Coupe du monde | Podium en relais en Coupe du monde | Podium en relais en Coupe du monde | Podium en relais en Coupe du monde | Podium en relais en Coupe du monde | Podium en relais en Coupe du monde | Podium en relais en Coupe du monde |
| n°                                 | Saison                             | Date                               | Lieu                               | Épreuve                            | Résultat                           | Composition                        | Composition                        | Composition                        | Composition                        | Compétition                        |
| ---------------------------------- | ---------------------------------- | ---------------------------------- | ---------------------------------- | ---------------------------------- | ---------------------------------- | ---------------------------------- | ---------------------------------- | ---------------------------------- | ---------------------------------- | ---------------------------------- |
| 1                                  | 2024-2025                          | 17-01-2025                         | Ruhpolding                         | Relais 4 x 7,5 km                  | Médaille d'or                      | É. Claude                          | Fabien Claude                      | Q. Fillon Maillet                  | É. Jacquelin                       | Coupe du monde                     |
| 2                                  | 2024-2025                          | 22-02-2025                         | Lenzerheide                        | Relais 4 x 7,5 km                  | Médaille d'argent, monde           | É. Claude                          | F. Claude                          | É. Perrot                          | Q. Fillon Maillet                  | Championnat du monde               |
| 3                                  | 2024-2025                          | 09-03-2025                         | Nové Město                         | Relais 4 x 7,5 km                  | Médaille d'or                      | É. Claude                          | O. Lombardot                       | Fabien Claude                      | Q. Fillon Maillet                  | Coupe du monde                     |

### Championnats d'Europe
- Duszniki-Zdrój 2021
  -  Médaille d'argent du relais mixte simple (avec Caroline Colombo)
- Arber 2022
  -  Médaille d'argent du relais mixte simple (avec Lou Jeanmonnot)
- Lenzerheide 2023
  -  Médaille de bronze du relais mixte simple (avec Paula Botet)

### IBU Cup
- Meilleur classement général: 6e en 2022
- 4 podiums individuels : 2 victoires et 2 troisièmes places.

#### Podiums individuels en IBU Cup
| Podiums individuels en IBU Cup | Podiums individuels en IBU Cup | Podiums individuels en IBU Cup | Podiums individuels en IBU Cup | Podiums individuels en IBU Cup | Podiums individuels en IBU Cup |
| n°                             | Saison                         | Date                           | Lieu                           | Épreuve                        | Résultat                       |
| ------------------------------ | ------------------------------ | ------------------------------ | ------------------------------ | ------------------------------ | ------------------------------ |
| 1                              | 2019-2020                      | 05-03-2020                     | Minsk-Raubichi                 | Sprint 10 km                   | Médaille de bronze             |
| 2                              | 2021-2022                      | 15-01-2022                     | Brezno-Osrblie                 | Sprint 10 km                   | Médaille d'or                  |
| 3                              | 2021-2022                      | 05-03-2022                     | Lenzerheide                    | Super sprint 7,5 km            | Médaille de bronze             |
| 4                              | 2022-2023                      | 26-02-2023                     | Canmore                        | Super sprint 7,5 km            | Médaille d'or                  |

### Championnats du monde juniors
- Otepää 2018
  -  Médaille de bronze du relais (avec Hugo Rivail, Morgan Lamure et Martin Perrillat-Bottonet)

- Obertilliach 2021
  -  Médaille d'or du sprint
  -  Médaille d'or de la poursuite
  -  Médaille d'or du relais (avec Oscar Lombardot, Sébastien Mahon et Éric Perrot)
  -  Médaille de bronze de l'individuel

### Championnats du monde jeunes
- Brezno-Osrblie 2017
  -  Médaille d'or du sprint
  -  Médaille d'or de la poursuite

### Jeux olympiques de la jeunesse
- Lillehammer 2016
  -  Médaille d'or du sprint

### Championnats de France de biathlon d'été
- 2021
  -  Champion de France du sprint

## Vie privée
Émilien Claude est en couple (2022), avec Anna Gandler, une biathlète autrichienne, fille de l'ex fondeur Markus Gandler, qui a intégré l'équipe A autrichienne pour la saison 2022-2023.